# Ormia bilimekii
Ormia bilimekii är en tvåvingeart som först beskrevs av Brauer och Julius Edler von Bergenstamm 1889.  Ormia bilimekii ingår i släktet Ormia och familjen parasitflugor. Inga underarter finns listade i Catalogue of Life.